# Бузульник зубчатый
Бузульник зубчатый (лат. Ligularia dentata) — многолетнее травянистое растение, вид рода Бузульник (Ligularia) семейства Астровые (Asteraceae).
Бузульник зубчатый используется в садоводстве как декоративные растения, выведено много сортов, отличающихся окраской листьев и размерами цветков.

## Название
Данный вид иногда встречается в русскоязычной литературе под называниями «лигулария зубчатая» и «лигулярия зубчатая».
Китайское название: 齿叶橐吾 (chi ye tuo wu).

## Распространение
Травянистым склоны, берега рек, опушки лесов на высотах 700—3200 метров над уровнем моря.
Китай (Аньхой, Ганьсу, Гуанси, Гуйчжоу, Хэбэй, Хэнань, Хубэй, Хунань, Цзянси, Шэньси, Шаньси, Сычуань, Юньнань, Чжэцзян), Япония, Мьянма, Вьетнам. Широко используется, как садовое растение в США и Европе.

## Биологическое описание
Многолетнее травянистое растение высотой до 100 см.

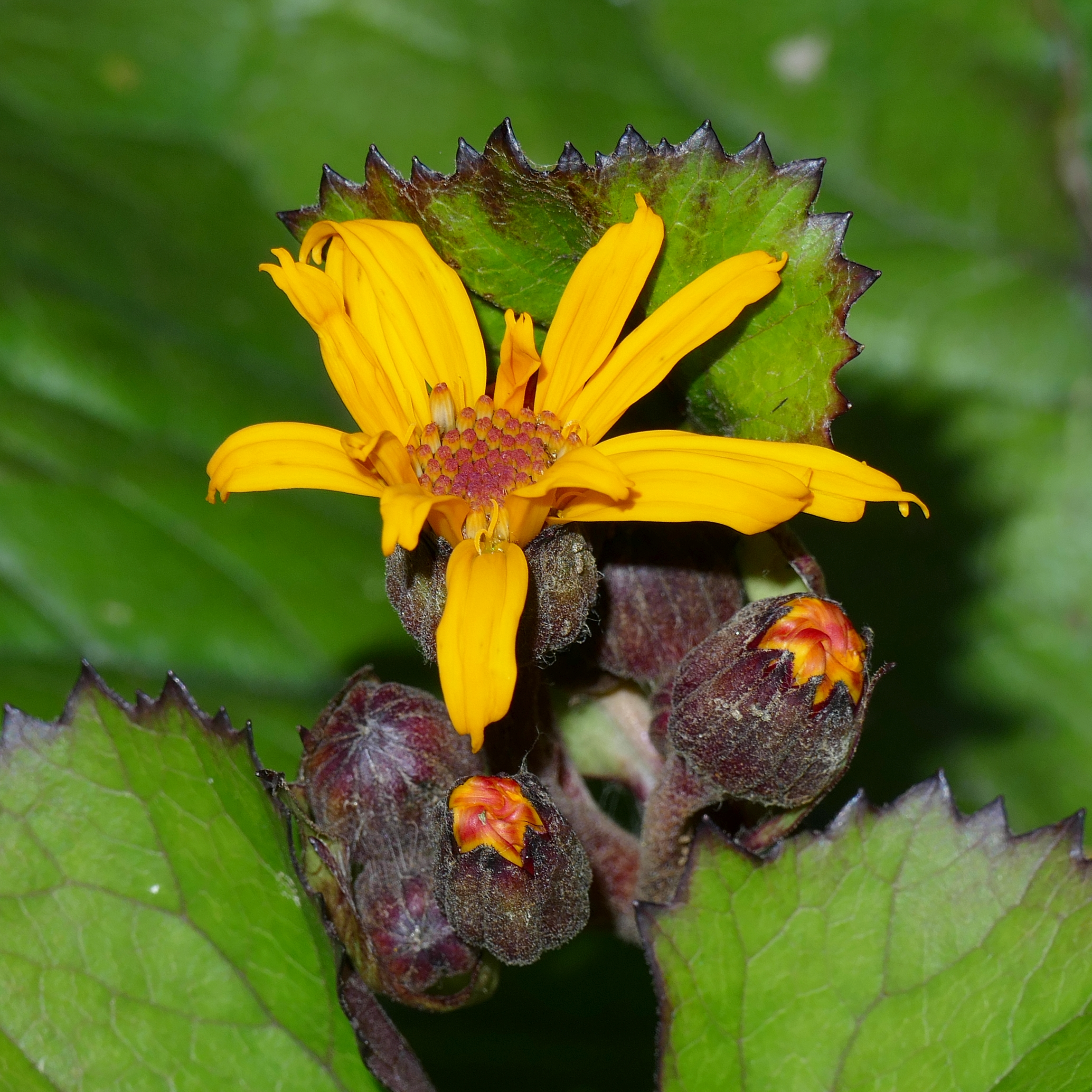
Соцветия в начале цветения (сорт)

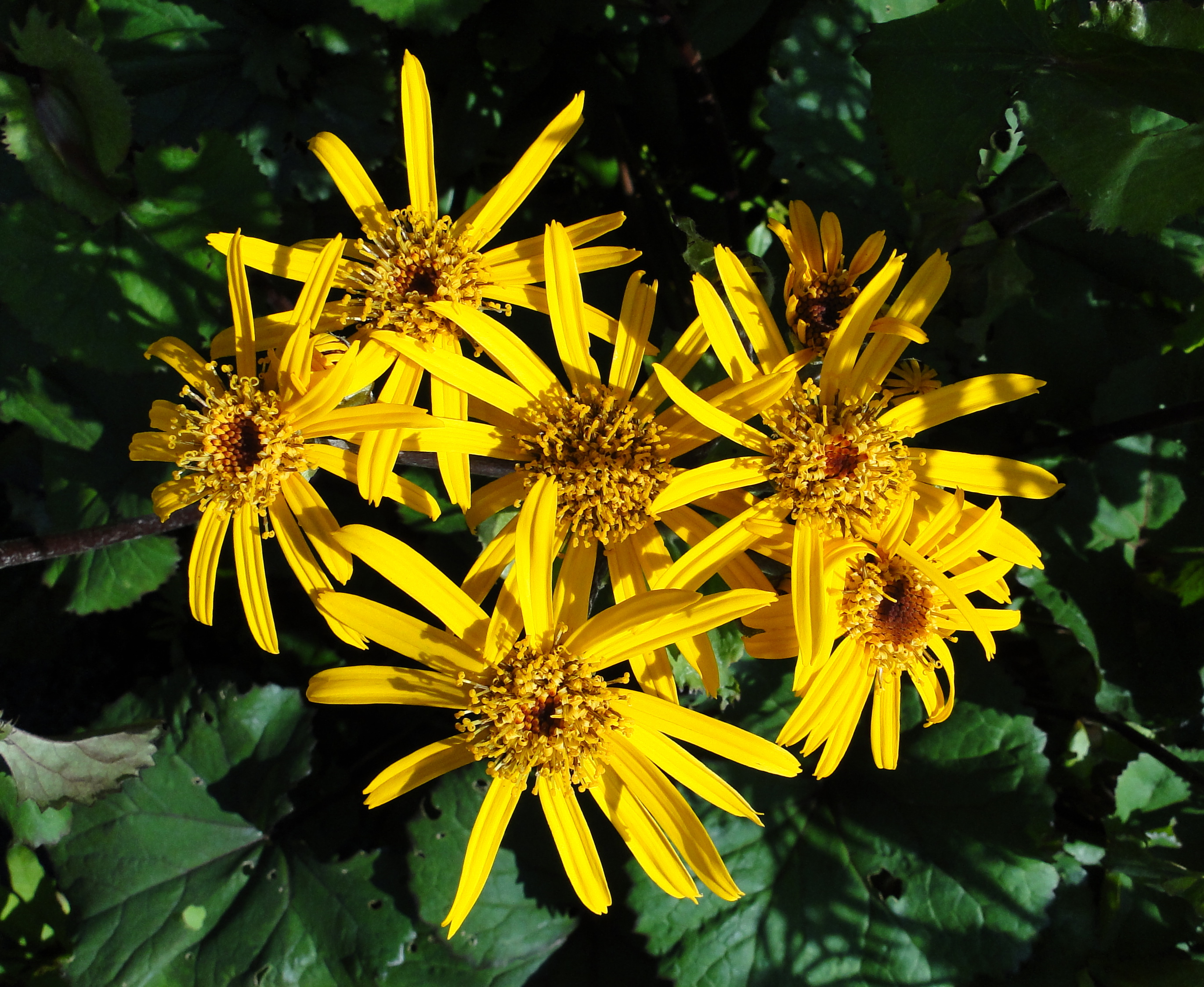
Соцветия в середине цветения

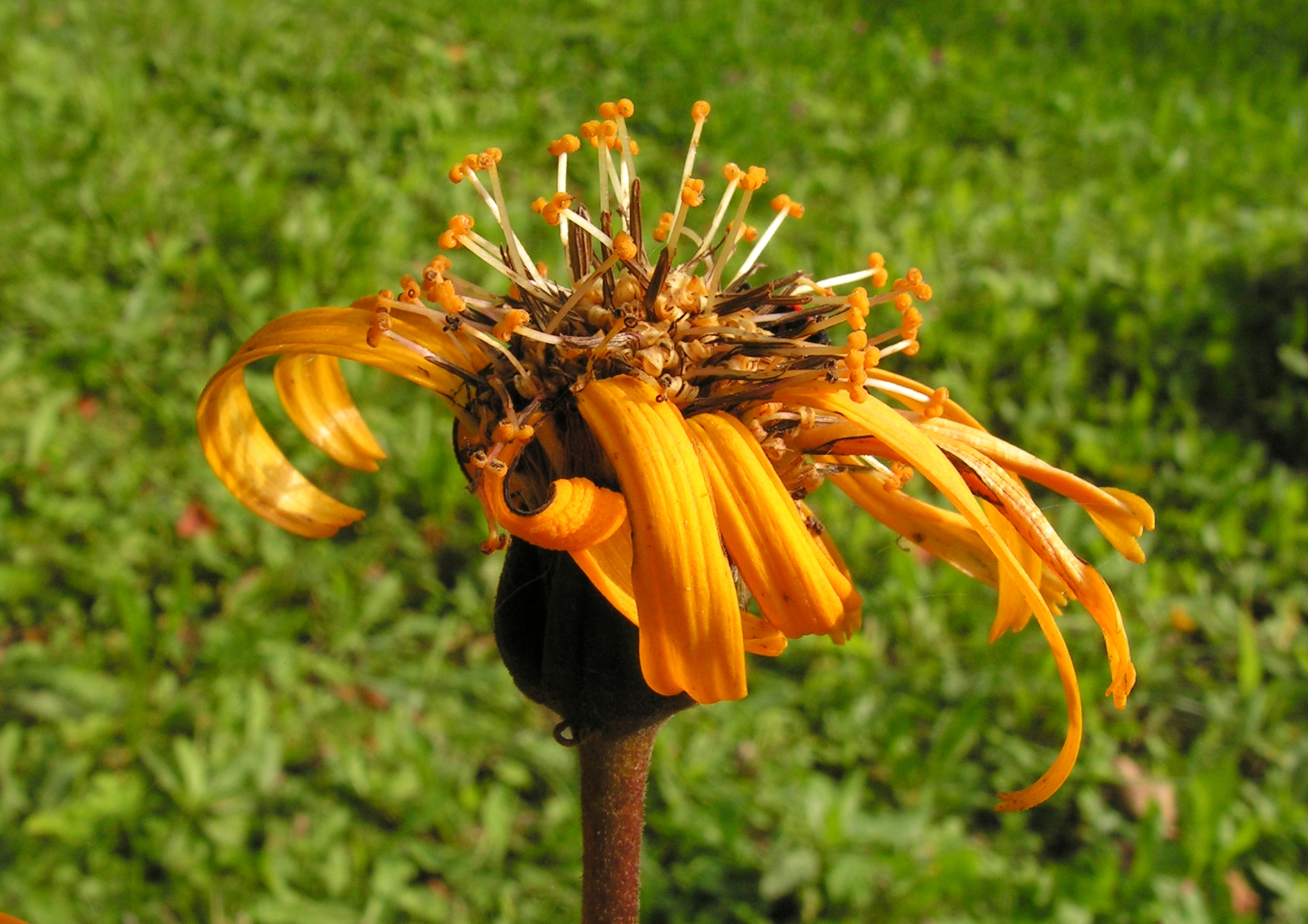
Соцветие в конце цветения (сорт)

Стебель прямой, 30—120 см высотой, около 1,2 см в диаметре.
Прикорневые листья — мощные, 7—30 × 12—38 см, цельные, почковидные, по краю регулярно зубчатые, коричневато-зелёные, собраны в прикорневую розетку. Черешки 22—60 см длиной. Стеблевые листья похожи, но меньше.
Общие соцветия щитковидные, состоят из оранжево-жёлтых корзинок диаметром от 7 до 10 см. Язычковые цветки в корзинках имеют светло-жёлтую окраску, трубчатые — светло-коричневую. Цветение — со второй половины лета до начала осени в течение примерно 30—40 дней.
Семянки коричневые, цилиндрические, 7—10 мм, ребристые.

## Токсичность
Как и многие другие представители подтрибы Мать-и-мачеховые (Tussilaginineae), бузульник зубчатый содержит канцерогенные пирролизидиновые алкалоиды.

## Культивирование
Бузульник зубчатый — популярное садовое растение. Выведено множество сортов, отличающихся формой и окраской листовых пластинок, окраской соцветий.

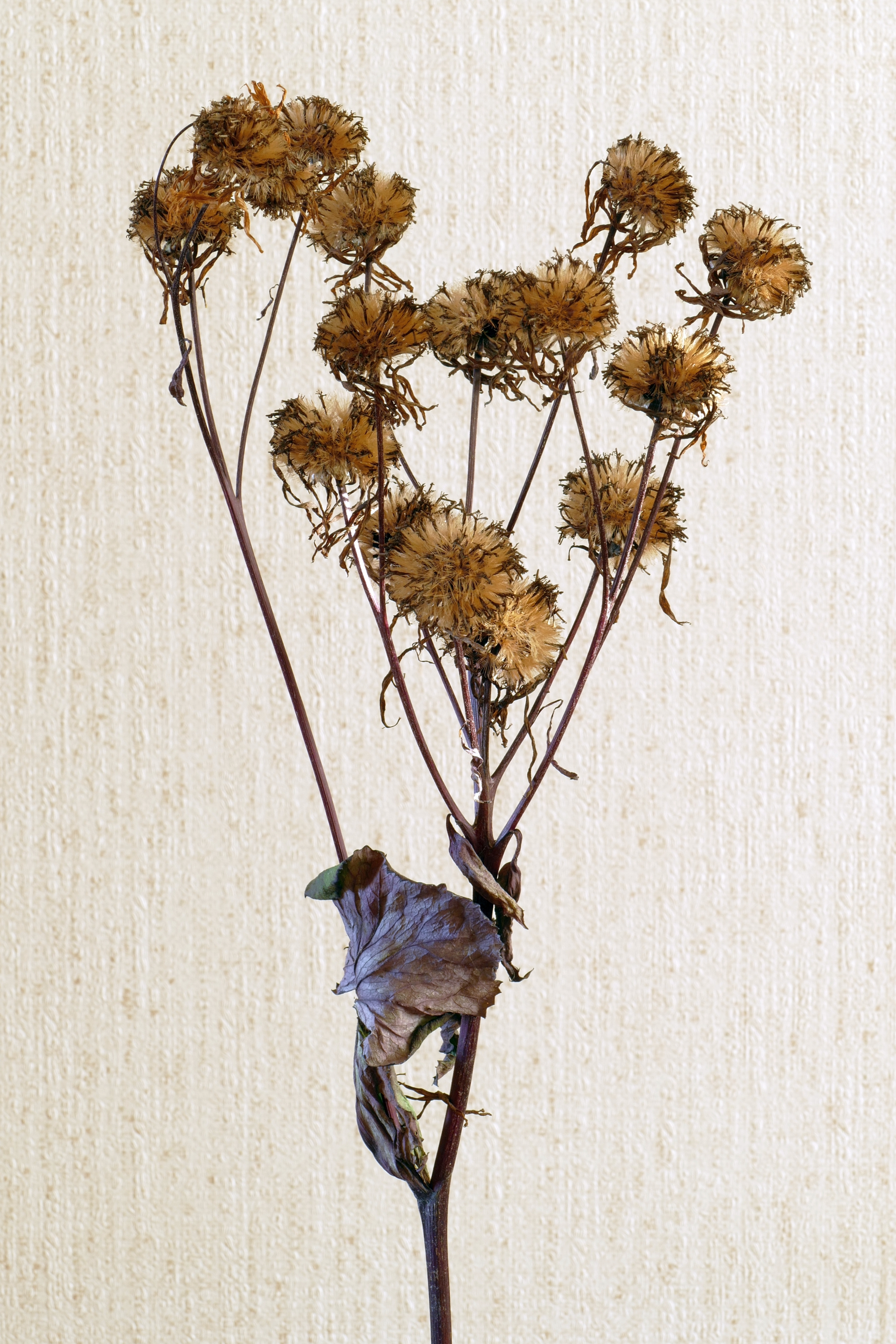
Сухой букет из засохших соцветий бузульника зубчатого 'Desdemona'

Поскольку для этого вида характерны необычные эффектные листья и привлекательное цветение, бузульник зубчатый можно использовать в качестве «архитектурных растений», то есть таких растений, которые вследствие своего выразительного габитуса способны играть существенную роль в создании архитектуры сада.

### Сорта
- Ligularia dentata 'Britt-Marie Crawford' — растение высотой до полутора метров с оранжевыми соцветиями и листьями, имеющими интенсивный свекольно-красный цвет;
- Ligularia dentata 'Desdemona' — растение высотой около метра с жёлто-оранжевыми соцветиями; выглядит нарядно из-за сильного контраста разных сторон листьев: листовая пластина сверху имеет светло-зелёную окраску с бронзовым отливом, снизу же она намного более тёмная — фиолетово(сиренево)-красно-коричневая; жилки красные[3][5];
- Ligularia dentata 'Gregynog Gold' — растение с оранжевыми цветками и округлыми зелёными листьями[5];
- Ligularia dentata 'Orange Queen'[3];
- Ligularia dentata 'Othello' — сорт, похожий на  'Desdemona'; растения высотой до 90—100 см; не до конца распустившиеся листья имеют фиолетово-пурпурную окраску, позже листовая пластина становится сверху тёмно-зелёной с фиолетовым оттенком, а снизу — пурпурной; листья могут достигать 50 см в поперечнике; на просвет красные жилки листа напоминают кровеносные сосуды; соцветия жёлто-оранжевые (мандариновые) диаметром до 13 см; время цветения — с начала сентября в течение примерно 40 дней[3][5].

### Агротехника
Оптимальным освещением для этого вида является рассеянный свет, поэтому рекомендуется сажать растения в тени деревьев и кустарников. Зимостойкость высокая, растение выдерживают морозы до минус 30 °C. Зоны морозостойкости — от 4 до 9.
См. также соответствующий раздел в статье Бузульник.

## Таксономическое положение
|  |                      |  |                                                                                      |                                                                                      |                       |  | подсемейство Цикориевые и др. | подсемейство Цикориевые и др.                       |                                                     |  |  |  | подтриба Крестовниковые и др.                                          | подтриба Крестовниковые и др.                                          |                                          |  |  |  |  |
|  |                      |  |                                                                                      |                                                                                      |                       |  | подсемейство Цикориевые и др. | подсемейство Цикориевые и др.                       |                                                     |  |  |  | подтриба Крестовниковые и др.                                          | подтриба Крестовниковые и др.                                          | Бузульник зубчатый и ещё около 150 видов |  |  |  |  |
|  |                      |  |                                                                                      | семейство Астровые, или Сложноцветные                                                |                       |  |                               |                                                     | триба Крестовниковые                                |  |  |  |                                                                        | род Бузульник                                                          |                                          |  |  |  |  |
|  |                      |  |                                                                                      | семейство Астровые, или Сложноцветные                                                |                       |  |                               |                                                     | триба Крестовниковые                                |  |  |  |                                                                        | род Бузульник                                                          |                                          |  |  |  |  |
|  | порядок Астроцветные |  |                                                                                      |                                                                                      | подсемейство Астровые |  |                               |                                                     | подтриба Мать-и-мачеховые                           |  |  |  |                                                                        |                                                                        |                                          |  |  |  |  |
|  | порядок Астроцветные |  |                                                                                      |                                                                                      |                       |  |                               |                                                     |                                                     |  |  |  |                                                                        |                                                                        |                                          |  |  |  |  |
|  |                      |  | ещё 12 семейств (согласно Системе APG III), в том числе Колокольчиковые, Стилидиевые | ещё 12 семейств (согласно Системе APG III), в том числе Колокольчиковые, Стилидиевые |                       |  |                               | ещё около двадцати триб, в том числе триба Астровые | ещё около двадцати триб, в том числе триба Астровые |  |  |  | еще более 50 родов, в том числе Белокопытник, Дороникум, Мать-и-мачеха | еще более 50 родов, в том числе Белокопытник, Дороникум, Мать-и-мачеха |                                          |  |  |  |  |
|  |                      |  |                                                                                      | ещё 12 семейств (согласно Системе APG III), в том числе Колокольчиковые, Стилидиевые |                       |  |                               |                                                     | ещё около двадцати триб, в том числе триба Астровые |  |  |  |                                                                        | еще более 50 родов, в том числе Белокопытник, Дороникум, Мать-и-мачеха |                                          |  |  |  |  |